# Kimberly (Idaho)
Kimberly és una població dels Estats Units a l'estat d'Idaho. Segons el cens del 2000 tenia 2.614 habitants.

## Demografia
Segons el cens del 2000, Kimberly tenia 2.614 habitants, 916 habitatges, i 690 famílies. La densitat de població era de 1.2980,8 habitants/km².
Dels 916 habitatges en un 40,2% hi vivien nens de menys de 18 anys, en un 68,7% hi vivien parelles casades, en un 19% dones solteres, i en un 21,7% no eren unitats familiars. En el 21,3% dels habitatges hi vivien persones soles l'11,4% de les quals corresponia a persones de 65 anys o més que vivien soles. El nombre mitjà de persones vivint en cada habitatge era de 2,8 i el nombre mitjà de persones que vivien en cada família era de 3,29.
Per edats la població es repartia de la següent manera: un 0% tenia menys de 18 anys, un 0% entre 18 i 24, un 28% entre 25 i 44, un 18,5% de 45 a 60 i un 13,9% 65 anys o més.
L'edat mediana era de 33,5 anys. Per cada 100 dones de 18 o més anys hi havia 90,1 homes.
La renda mediana per habitatge era de 33.906 $ i la renda mediana per família de 39.856 $. Els homes tenien una renda mediana de 29.650 $ mentre que les dones 19.757 $. La renda per capita de la població era de 13.545 $. Aproximadament el 6,7% de les famílies i el 8,7% de la població estaven per davall del llindar de pobresa.

## Poblacions més properes
El següent diagrama mostra les poblacions més properes.